# 吴蓓丽
吴蓓丽（1979年1月—），女，汉族，中华人民共和国政治人物。现任中国科学院上海药物研究所研究员，博士生导师，民盟上海市委副主委。第十四届全国政协委员。